# Walter D. Ehlers
Walter David Ehlers (7 de mayo de 1921 - 20 de febrero de 2014) fue un soldado del Ejército de Estados Unidos y un destinatario de la más alta condecoración - la Medalla de Honor - por sus acciones en la Segunda Guerra Mundial.

## Biografía
Nacido el 7 de mayo de 1921 en Junction City, Kansas, Ehlers se unió al Ejército de la ciudad de Manhattan en octubre de 1940. Él y su hermano mayor Roland sirvieron en la misma unidad y participó en los combates en el norte de África y Sicilia.
Por el Día D, el 6 de junio de 1944, Ehlers fue un sargento y líder del pelotón en el Regimiento de Infantería 18, 1.ª División de Infantería. Su equipo, que forma parte de la segunda ola de invasión, esperó frente a la costa en una lancha de desembarque, de infantería, mientras que el primer grupo de soldados aterrizó. Cuando la primera ola llegó a ser inmovilizada en la playa, su unidad fue trasladada a un barco de Higgins y se  la envió pronto hacia adelante para ayudar. Se abrieron paso a la playa y por el 9 de junio estaban cerca de la ciudad de Goville, a 8 millas (13 kilómetros) tierra adentro. En ese día, lideró el ataque de su equipo contra las fuerzas alemanas y sin ayuda de nadie derrotó varios nidos de ametralladora enemiga. Al día siguiente, su pelotón vino bajo fuego pesado y cubrió su retirada, llevó a un fusilero herido a un lugar seguro, y siguió al frente a pesar de sus propias heridas. Por sus acciones, fue galardonado con la Medalla de Honor, seis meses después, el 19 de diciembre de 1944.
El 14 de julio, más de un mes después del Día D, Ehlers se enteró de que su hermano Roland había muerto en la playa de Omaha, cuando su nave de aterrizaje fue alcanzada por un proyectil de mortero.
Él apareció en la película de 1955, The Long Gray Line, protagonizada por Tyrone Power.
Ehlers murió el 20 de febrero de 2014 de insuficiencia renal en Long Beach, California. Él tenía 92 años.